# Walworth Castle
Walworth Castle er en middelalderborg i Walworth, nær Darlington, County Durham, England.
Den blev opført omkring år 1600 sandsynligvis af Thomas Holt til Thomas Jenison. Den står på stedet hvor en tidligere middelalderborg eller befæstet herregård fra 1100-tallet tidligere stod.
Ejendommen blev nedarvet igennem familierne Ayscough og Aylmers samt Hansards and Jenisons., Under anden verdenskrig var den en krigsfangelejr, og efter krigen blev den omdannet til en kostskole for piger. Siden 1981 har den været et hotel.
Det er en listed building af første grad.